# Synidotea nipponensis
Synidotea nipponensis är en kräftdjursart som beskrevs av Nunomura 1985. Synidotea nipponensis ingår i släktet Synidotea och familjen tånglöss. Inga underarter finns listade i Catalogue of Life.